# Кьотен
Кьотен (на немски: Köthen (Anhalt), 1885–1927 Cöthen) е окръжен град в Саксония-Анхалт, Германия с 27 079 жители на (31 декември 2012).
Намира се на 30 км северно от Хале. През 6 век за пръв път нахлуват славянски племена в територията на Кьотен и построяват техните замъци (Wallburg) върху съществуващи постройки. Градът е споменат за пръв път в документ през 1115 г. с името Cothen.